# Microrégion de Macapá

Localisation de la microrégion de Macapá

La microrégion de Macapá est une des quatre microrégions de l'État de l'Amapá et appartient à la mésorégion du Sud de l'Amapá. Elle est divisée en huit municipalités. Elle est bordée par l'Océan Atlantique sur sa partie Nord-Est et l'Amazone au Sud-Est.

## Municipalités[1]
- Cutias
- Ferreira Gomes
- Itaubal
- Macapá
- Pedra Branca do Amapari
- Porto Grande
- Santana
- Serra do Navio

## Microrégions limitrophes
- Amapá
- Mazagão
- Oiapoque
- Arari (Pará)
- Furos de Breves (Pará)